# Sacabambaspis
I Sacabambaspidi, nome scientifico Sacabambaspis, detti in gergo comune "Sarchiapone", sono una specie estinta di pesci agnati (ossia di pesci senza mandibola), vissuta durante il periodo Ordoviciano, circa 470 - 480 milioni di anni fa. Il nome deriva dal villaggio di Sacabamba, nel dipartimento di Cochabamba in Bolivia, luogo dove furono rinvenuti i primi fossili della specie. 
I Sacabambaspidi erano lunghi circa 25 cm, e la loro forma somigliava vagamente a quella di girini con la testa sovradimensionata. La loro difesa consisteva in una corazza formata da placche cornee. Essendo privi di mandibole e di denti, si nutrivano aspirando il cibo dalla bocca.